# سازگاری و انتخاب طبیعی
سازگاری و انتخاب طبیعی (انگلیسی: Adaptation and Natural Selection) کتابی است در سال ۱۹۶۶ توسط زیست‌شناس فرگشتی آمریکایی، جورج سی ویلیامز نوشته شده‌ است. ویلیامز، در چیزی که امروزه توسط زیست‌شناسان فرگشتی به عنوان کلاسیک تلقی می‌شود، دیدگاه ژن‌محور فرگشتی را ترسیم می‌کند، مفاهیم فرگشت هدفمند را به چالش می‌کشد و مدل‌های معاصر انتخاب گروهی، شامل نظریه‌های آلفرد استورتوانت، وی سی وین-ادوارز را نقد می‌کند.